# Atoomijsbreker

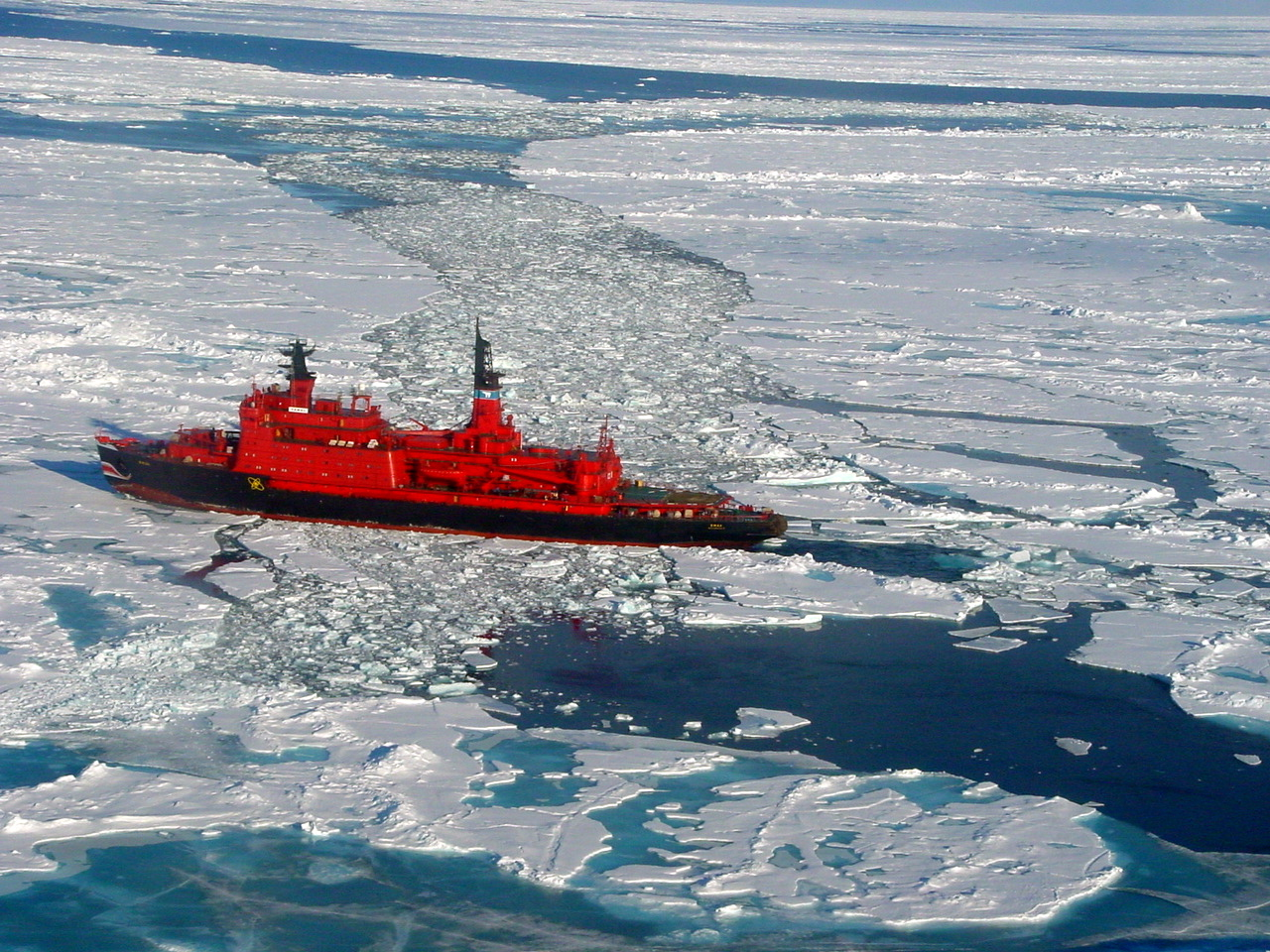
Atoomijsbreker Jamal onderweg naar de Noordpool in augustus 2001.

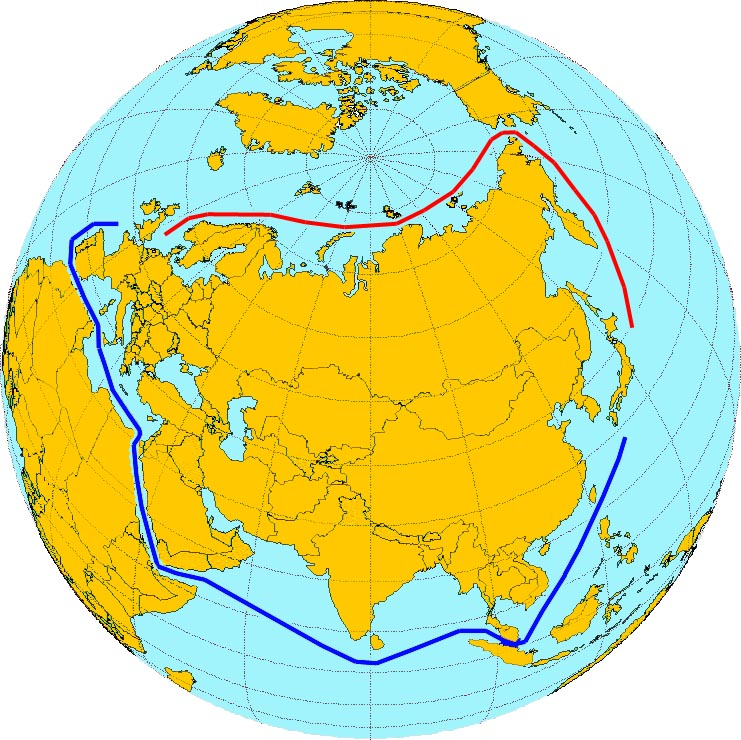
Noordoostelijke Doorvaart (rood) en de alternatieve route via het Suezkanaal (blauw).

Een atoomijsbreker of nucleaire ijsbreker is een ijsbreker die wordt voortgestuwd door één of meerdere elektrisch aangedreven schroeven, waarvoor het vermogen wordt geleverd door kernreactoren. De atoomijsbreker werd ontwikkeld door de Sovjet-Unie om de Noordoostelijke Doorvaart bevaarbaar te maken, omdat deze scheepvaartroute de kortste is tussen Europees Rusland en het Russische Verre Oosten en ook niet langs buitenlandse kusten loopt.
Atoomijsbrekers zijn veel krachtiger dan dieselijsbrekers en waren daarom bij uitstek geschikt voor de ijsdiktes in de Noordelijke IJszee, die variëren van 1,2 tot 2 meter langs de kust en in het centrale deel ongeveer 2,5 meter dik zijn. Atoomijsbrekers kunnen zich door deze diktes heen werken met een snelheid van 10 knopen (19 km/h). In ijsvrije wateren kunnen de ijsbrekers met een snelheid van maximaal 21 knopen (39 km/h) varen.

## Gebruik van atoomijsbrekers
De atoomijsbrekers van de Arktika-klasse zijn ontworpen om de doorgang van de Noordoostelijke Doorvaart gedurende het hele jaar open te houden voor de scheepvaart. De Noordoostelijke Doorvaart bestaat uit het oostelijke deel van de Barentszzee, de Karazee, de Laptevzee, de Oost-Siberische Zee en de Tsjoektsjenzee naar de Beringstraat. Belangrijke havens langs de route zijn onder andere Dikson, Tiksi en Pevek.
De atoomijsbrekers Vaigach en Taimyr zijn speciaal ontworpen voor ondiep water en worden normaal gesproken gebruikt op de rivier Jenisej naar Dikson, waar ze ijs breken voor houtschepen uit Igarka en schepen met erts en metaal uit Doedinka, de haven van Norilsk Nikkel, het grootste bedrijf in Rusland en een van de grootste ter wereld voor de delving en verwerking van edelmetalen en non-ferrometalen. De atoomijsbrekers kunnen ook als blusboten gebruikt worden. Er is een aantal wetenschappelijke expedities met de ijsbrekers ondernomen in de Arctis. Op 17 augustus 1977 was de Arktika het eerste oppervlakteschip ooit dat de Noordpool bereikte.

## Russische atoomijsbrekers
Bij elkaar zijn er negen civiele atoomschepen gebouwd in Rusland. Acht daarvan zijn ijsbrekers en één is een LASH-schip. De Vaigach en de Taimyr zijn gebouwd bij Aker Finnyards in Finland, terwijl alle ijsbrekers van de Arktika-klasse zijn gebouwd bij de Admiraliteitsscheepswerf in Sint-Petersburg.
| Naam                                | Indienststelling | Projectnummer | Type            | Klasse    | Reactor           | Reactorgeneratie | Commentaar                                                                                 |
| ----------------------------------- | ---------------- | ------------- | --------------- | --------- | ----------------- | ---------------- | ------------------------------------------------------------------------------------------ |
| Lenin                               | 1959             | 92M           | ijsbreker       | Lenin     | 3xOK-150 2xOK-900 | 1 2              | 1970 Reactorverwisseling tijdens modernisering, 1989 stilgelegd, omgebouwd tot museumschip |
| Arktika                             | 1975             | 1052-1        | ijsbreker       | Arktika   | 2xOK-900A         | 2                | niet meer in bedrijf, in dok                                                               |
| Sibir                               | 1977             | 1052-2        | ijsbreker       | Arktika   | 2xOK-900A         | 2                | niet meer in bedrijf sinds 1993, brandstof opgebruikt                                      |
| Rossija (Rossieja)                  | 1985             | 10521-1       | ijsbreker       | Arktika   | 2xOK-900A         | 2                |                                                                                            |
| Sevmorput                           | 1988             | 10081         | Containerschip  | Sevmorput | 1xKLT-40          | 3                | heeft versterkte wanden en ijsbrekerboeg, LASH-schip, uit dienst                           |
| Taymyr (Tajmyr)                     | 1989             | 10580-1       | rivierijsbreker | Taymyr    | 1xKLT-40M         | 3                |                                                                                            |
| Sovyetskij Sojuz (Sovjetski Sojoez) | 1990             | 10521-2       | ijsbreker       | Arktika   | 2xOK-900A         | 2                |                                                                                            |
| Vaigach (Vajgatsj)                  | 1990             | 10580-2       | rivierijsbreker | Taymyr    | 1xKLT-40M         | 3                |                                                                                            |
| Jamal (Jamal)                       | 1993             | 10521-3       | ijsbreker       | Arktika   | 2xOK-900A         | 2                |                                                                                            |
| 50 Let Pobedy (voorheen Ural)       | 1994             | 10521         | ijsbreker       | Arktika   | 2xOK-900A         | 2                | Bouw begonnen in 1989 als Ural, Arktika-type ijsbreker (tweede generatie)                  |

De ijsbreker Lenin was na de tewaterlating in 1957 het eerste civiele schip met nucleaire voortstuwing. De Lenin kwam in de vaart in 1959. Het werd in november 1989 uit de vaart genomen en opgelegd bij Atomflot, de basis voor atoomijsbrekers in het Moermansk Fjord.
De Arktika en de Sibir zijn op het moment bij Atomflot voor uitgebreide reparaties. Onder andere moeten de kernreactoren en stoomturbines vernieuwd worden, omdat deze niet voldoen aan de veiligheidseisen voor nieuwere atoomijsbrekers. Door de hoge operationele kosten is het twijfelachtig of ze ooit weer in de vaart komen. Tenzij het vervoer in de Noordelijke IJszee enorm toeneemt, is het niet rendabel om zeven atoomijsbrekers in de vaart te houden.
De indienststelling van de 50 Let Pobedy - 50 Jaar Overwinning - die in 1994 te water werd gelaten als Ural, heeft door financiële problemen vertraging opgelopen. Ze werd op 2 april 2007 in de vaart genomen. Er waren zelfs plannen om het om te bouwen tot elektriciteitscentrale.

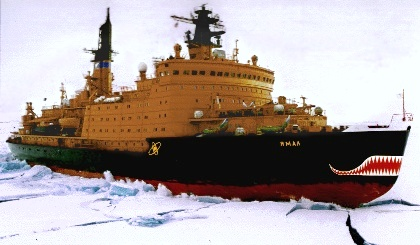
Russische atoomijsbreker Jamal tijdens een expeditie, 1994.

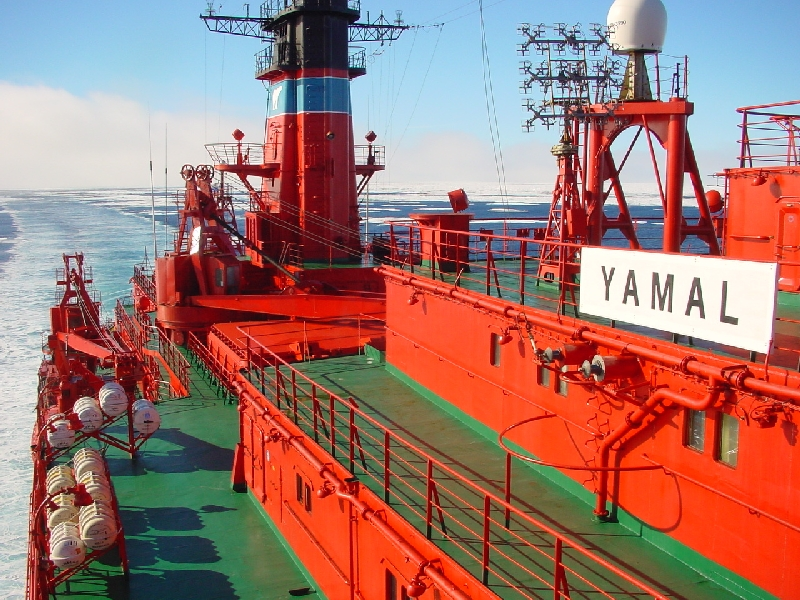
Jamal, augustus 2001

De meeste atoomijsbrekers in Russische dienst hebben een zwembad, een sauna, een bioscoop en een sportzaal. In de restaurants aan boord is een bar en de mogelijkheid voor liveoptredens. De Vaigach en de Taimyr hebben een bemanning van 120 man, terwijl de Arktika-klasse meer dan 200 man bemanning heeft. Bij elkaar werken er 2000 mensen aan boord van de ijsbrekers, het LASH-schip en de bevoorradingsschepen in de Atomflot haven. De bemanning aan boord van de civiele schepen met nucleaire voortstuwing krijgen een speciale opleiding aan het Makarov college in Sint-Petersburg.

## Pooltoerisme
Sinds 1989 zijn de atoomijsbrekers ook gebruikt voor toeristische reizen. Hierbij worden toeristen naar de Noordpool gebracht. De reis duurt drie weken en kost US$ 25.000. De Sibir was de eerste die voor twee cruises werd gebruikt in 1989 en 1990. In 1991 en 1992 werden de cruises naar de Noordpool uitgevoerd door de Sovyetski Soyuz. Tijdens de zomer van 1993 maakte de Jamal drie toeristische expedities in de Arctis.